# Papež Celestin V.
Papež Celestin V., rojen kot Pietro Angeleri, (imenovan tudi Pietro del Murrone ali Morrone oziroma Peter Moronski) je bil celestinski oziroma benediktinski redovnik in rimski škof (papež) Rimskokatoliške cerkve ter svetnik; * 1215 Isernia (Molise, Neapeljsko kraljestvo); † 19. maj 1296 Fumone (Ferentino, Papeška država, Sveto rimsko cesarstvo).

## Življenjepis

### Mladost in meništvo
Peter se je rodil kot Pietro Angeleri v Iserniji, najbrž v kraju Sant’Angelo Limosano v pokrajini Kampaniji kmečkim staršem z dvanajstimi otroki kot predzadnji. O tem pravi njegov življenjepis:
"V gradiču, ki se imenuje Sancto Angelo, se je rodil ljubki Celestin« To je toliko bolj verjetno, ker je mladi Peter vstopil v bližnji benediktinski samostan S. Maria di Faifula blizu Montagana, ki ga deli od kraja Sant’Angelo Limosano le dolina Biferno. Starša Angelerio in Marija sta bila preprosta kmeta. Po moževi smrti ga je mati zaupala omenjenemu samostanu. Temu so drugi bratje nasprotovali, dokler ni tudi najstarejši brat vstopil v cerkveno službo. 
Že kot dvanajstletnik je torej vstopil v samostan k benediktincem in je opravljal tudi službo opata v Beneventu, 1238 je prejel v Rimu duhovniško posvečenje. 

V želji po še večji samoti in spokornosti se je že po nekaj letih meniškega življenja podal v hribe in tako prišel 1241 na goro Murrone v Abrucih; zato ga imenujejo tudi Pietro del Murrone; tam je živel kot puščavnik v strogi odpovedi. Na gori je zgradil tudi cerkev in samostan. Osnoval je strožjo vejo benediktinskega reda z imenom celestinci, tj. nebeški bratje, katerim je bil tudi vrhovni redovni predstojnik od 1274 do 1294. Imel je neuresničeno željo, da bi tudi benediktince na Monte Cassinu pridobil za ta strožji način življenja.   
Njegovo oblačilo, narejeno iz raševine, je bilo povezano z vozli: opasan je bil z železno verigo; postil se je vsak dan razen nedelje; vsako leto se je držal štirih postnih kvater, od katerih je tri preživel le ob kruhu in vodi; cel dan in velik del noči je posvetil molitvi in delu. Petru pa se ni izpolnila želja po samoti. Veliko sorodnih duš se je zbiralo okrog njega v želji, da bi posnemali njegov način življenja  in pred njegovo smrtjo je obstajalo že 36 samostanov, ki so šteli 600 redovnikov in nosili njegovo papeško ime »celestinci«. Red je odobril 1264 Urban IV. 1284 je Peter, utrujen od skrbi, ki mu jih je povzročalo vodstvo, imenoval za svojega namestnika nekega Roberta ter se podal še globlje v samotno divjino.

### Volitve se zavlečejo
Julija 1294 je njegove pobožne vaje nenadoma pretrgal prizor še neviden v cerkveni zgodovini. Trije pomembni dostojanstveniki, ki jih je spremljala nepregledna množica menihov in laikov, se je zgrnila na goro in sporočila, da je Petra kardinalski zbor enodušno izvolil. Ponižno so ga prosili, naj sprejme to čast. Od smrti Nikolaja IV., ki je bil umrl 4. aprila 1292, je minilo namreč že dve leti in tri mesece, ne da bi se kardinali – ki so zasedali v konklavu zdaj v Perugii zdaj v Rimu - mogli zediniti za skupnega kandidata. Od dvanajstih kardinalov je bilo 6 Rimljanov, 4 Neapeljci (Italijani) in 2 Francoza. Strankarski duh med gvelfi in gibelini , ki je okužil celo Italijo, je podelil konklave in tudi Rim na  dve soražni stranki. Eno je zastopala rodbina Orsini, drugo pa Colonna, ki jo je predstavljal njen duhovni voditelj kardinal-dekan Gaetani, ki pa se je pozneje – kot papež Bonifacij VIII. – sprevrgel v njihovega hudega nasprotnika. K soglasju ni pripomogel niti obisk kralja Karla II., ki je položaj le še poslabšal. Ko se je položaj zdel brezupen, je kardinal Latino Orsini opomnil očete, da je Bog razodel po svetniškem puščavniku: če kardinali ne bodo izvršili svoje dolžnosti v štirih mesecih, bo prišla nad Cerkev huda kazen. Vsi so vedeli, da je to sporočil Pietro di Murrone in mnenje vseh je bilo, naj torej on postane papež. Peter je to poslušal solznih oči in se najprej branil, pozneje pa je le sprejel izvolitev kot Božjo voljo. Beg – na katerega je tudi mislil – zdaj ni bil več mogoč: okoli njega se je namreč stiskala dvestotisočglava množica. 

### Papeževanje
Ko je kralj Karel slišal za izvolitev svojega izbranca, je pohitel s sinom Karlom Martelom, naslovnim kraljem Ogrske, da bi dal svoje darilo novemu papežu; v resnici pa je hotel vzeti preprostega starčka pod svoje častno varstvo, kar bi lahko izkoristil v svoj prid. Kot odgovor na zahtevo kardinalov, da bi moral biti kronan v Perugii, je Peter na Karlovo nagovarjanje zahteval, naj pridejo raje kardinali na srečanje v Aquilo, ki je še spadala pod Neapeljsko kraljestvo, kamor so poklapano prišli eden po eden. Sedečemu na ponižnem oslu sta mu držala uzdo dva vladarja, ko je prijahal v Akvilo; čeprav so prišli le trije kardinali, je kralj ukazal njegovo kronanje. Kardinal Latino je bil tako prizadet, ko je videl, v katero smer gredo zadeve, da je zbolel in umrl. Peter si je vzel ime Celestin V. Kardinali so ga priganjali, naj pride stolovat v Cerkveno državo; vendar je bolj poslušal kralja in prenesel vso kurijo v Neapelj. 
Nenavadno, koliko resnih napak je ta preprosti stari mož napravil v teh kratkih petih mescih. Nimamo celega seznama o tem, ker je njegove uradne akte uničil njegov naslednik. 
- 18. septembra je izbral 12 novih kardinalov, od katerih je bilo 7 Francozov, dva njegova redovna sobrata celestinca, drugi pa – razen enega – Neapeljci, kar je omogočilo francosko večino ter tako tlakovalo pot do Avignona in zahodnega razkola.
- Deset dni pozneje je razočaral kardinale z obnovitvijo strogega zakona Gregorja X. glede konklava, ki pa ga je Hadrijan V. preklical.
- V Beneventu je povzdignil tamkajšnjega škofa v kardinala, ne da bi se držal določene oblike.
- Med tem je velikodušno in na široko delil privilegije in službe. Zavrnil ni nikogar; tako je včasih eno in isto nadarbino podelil hkrati trem ali štirim prosilcem. Vse to je povrzočilo nered in zaplet v delovanju kurije.

### »Francoski«konsistorij
V konzistoriju 18. septembra 1294 je torej papež Celestin V. imenoval trinajst kardinalov, od katerih je bilo kar sedem Francozov:
1. Simon de Beaulieu, nadškof v Bourgesu, Francija; (kardinal-škof v Palestrini, † 18. avgust 1297).
2. Bérard de Got, nadškof v Lyonu, Francija; (kardinal-škof v Albanu, † 27. junij 1297).
3. Tommaso d'Ocre, OSBCœl, opat pri S. Giovanni in Piano (naslov S. Cecilia, † 29. maj 1300. Benediktinci ga častijo kot blaženega.)
4. Jean Le Moine, škof-izbornik v Arrasu, Francija (vice-kancler svete Rimske Cerkve; kardinal pri Ss. Marcellino e Pietro, † 22. avgust 1313).
5. Pietro de L'Aquila, OSB, škof-izbornik v Valva-Sulmona (kardinal pri S. Croce in Gerusalemme, † 3. junij 1298).
6. Guillaume Ferrières (francoski kardinal pri S. Clemente, † 7. september 1295).
7. Nicolas l'Aide, kancler in dekan stolnega kapitlja v Parizu, Francija (kardinal pri S. Marcello, † 23. september 1299).
8. Robert de Pontigny, OCist, 28. vrhovni predstojnik tega reda (kardinal pri S. Pudenziana, † 9. oktober 1305).
9. Simon d'Armentières, OSBClun, (pri S. Balbina, † po 7. maj 1297).
10. Landolfo Brancaccio (kardinal-diakon pri S. Angelo in Pescheria, † 29. oktober 1312).
11. Guglielmo Longhi, kancler kralja Karla II. Sicilskega (kardinal-diakon S. Nicola in Carcere Tulliano, † 9. april 1319).
12. Francesco Ronci, OSBCœl, prvi vrhovni predstojnik svojega reda (pri S. Lorenzo in Damaso, † po 13. oktober 1294).
13. Giovanni Castrocoeli, OSBCas, nadškof Beneventa (naslov pri S. Vitale, † 22. februar 1295). Tega nadškofa je papež imenoval za kardinala zunaj konsistorija, kar "na hitro", mimo vseh uobičajenih postopkov in obredov.

Poleg teh je hotel imenovati 1294 za kardinala tudi celestinca Roberto di Salle-ja, ki pa je to odklonil. 

### Odpoved
Pri vsem tem je največ trpel on sam. Državne zadeve so ga ovirale pri običajnih pobožnih vajah. Bal se je, da je njegovo dušno zveličanje v nevarnosti. Zdi se, da je prišla misel na odpoved hrati papežu in njegovim nezadovoljnim kardinalom, s katerimi se je redko posvetoval. 
Ko se je razširila novica, da hoče Celestin odstopiti, je nastalo v Neaplju silno razburjenje. Kralj Karel, čigar varuštvo je pripeljalo zadevo do take krize, je organiziral odločno nasprotovanje. Velika procesija duhovnikov in menihov je obdala grad, in s solzami in molitvami so prosili papeža, naj nadaljuje svojo vladavino. Celestin se še ni dokončno odločil, zato jim je ustregel, na kar je množica zapela Te Deum in se umaknila. Teden dni pozneje, 13. decembra, pa se je že trdno odločil: zbranim kardinalom je prebral odlok o svojem odstopu in tako razglasil, da kardinali svobodno morejo ponovno voliti. 
Po devetih dneh so kardinali vstopili v konklave ter naslednjega dne razglasili kardinala Benedetta Gaetanija za papeža in on si je vzel ime Bonifacij VIII.. Papež je preklical mnogo odlokov, ki jih je prinesel njegov prednik, sedaj v obleki ponižnega puščavnika, in ga vzel s seboj na pot v Rim. Držal ga je v priporu, iz katerega pa se je Celestinu posrečilo pobegniti k svojim menihom v hribe. Več mesecev je taval po gozdovih in gorah in poskušal celo pobegniti z ladjo v Grčijo, a ga je nevihta vrnila pod vznožje Monte Gargana. 

## Smrt in spomin

### Ujetništvo in smrt
Sedaj ga je Bonifacij dal zapreti v tesno sobico v stolpu grada Fumone blizu Anagnija. Tukaj je, po devetih mesecih posta in molitve, končal svojo nenavadno kariero v 81. letu starosti, 9. maja 1296. Izrazil se je baje, da je zdaj končno srečen, ko je našel popolno samoto in mir pred radovedneži, pred katerimi je bežal v samoto celo svoje življenje; sedaj se je res lahko posvetil le postu, molitvi in premišljevanju. Skrbno sta ga nadzirala dva njegova soredovnika, straža pa je z njim surovo ravnala. Da je z njim ravnal trdo tudi Bonifacij in ga na koncu dal okrutno umoriti, je pa navadno obrekovanje – ki pa se je po njegovi smrti hitro razširilo vse do današnjih dni. 
 
Sedaj njegovi zemeljski ostanki počivajo v stolnici S. Maria di Collemaggio v mestu L'Aquila v Abrucih, kjer je bil nekdaj slovesno ustoličen za papeža. 

Pri hudem potresu leta 2009 je njegova steklena rakev v zelo poškodovani cerkvi v L'Aquili ostala nepoškodovana. Benedikt XVI. je počastil svojega predhodnika. 28. aprila 2009 mu je podaril palij, ki ga je sam prejel pri nastopu službe 24. aprila 2005 in s tem nakazal, da ga bo posnemal v odstopu.

### Spomin v slovstvu
Malo je papežev, ki bi tako burili umetniško domišljijo; Petra Moronskega oziroma Celestina V. je skozi zgodovino vse do danes obdelalo veliko pesnikov, pisateljev, dramatikov in drugih umetnikov. O njem so pisali zelo znani - kot tudi manj znani umetniki peresa.
Njegova učenca sta napisala njegov najstarejši in najskrbnejši življenjepis, znan kot Vita C.
Njegov sodobnik frančiškan Jacopone  mu je ob izvolitvi posvetil Hvalo, v kateri se sprašuje, ali bo novi papež kos svoji vzvišeni nalogi:
| Loda: Que farai, Pier da Morrone? (del) Èi venuto al paragone. Vederimo êl lavorato che en cell'ài contemplato. S'el mondo de te è 'ngannato, séquita maledezzone. | Pohvala: Kaj boš napravil, Peter Moronski? (del) Prišel si na vidno mesto. Videli bomo v dejanju, kar si v celici premišljeval. Če se bo svet nad teboj razočaral, bo sledilo prekletstvo. |

Dante je postavil papeža Celestina V. v 3. spevu »Pekla« (vrstice 22–69) takoj za vrati v preddverje, v vežo, v predpekel, in sicer med »lenuhe« (ignavi), ki izpuščajo strašne glasove v tujih jezikih, da gre človeku na jok. Ti so pomešani z angeli, ki se niso odločili niti za Boga niti za Luciferja. Na Dantejevo vprašanje odgovarja spremljevalec pesnik Vergilij, da ti ne zaslužijo daljšega opazovanja. Dante vidi, kako te duše z neznansko hitrostjo tekajo okoli nekega nedoločenega znamenja, ki se vrtinčasto vrti okoli sebe. Sestavljajo nepregledno vrsto, v kateri Dante meni, da je spoznal papeža Celestina V. (tercina 20, vrstice 58-60). Ta se je po Dantejevem mnenju iz lenobe odpovedal papeškemu sedežu. Lenuhi so zoprni tako Bogu kot hudiču: nadlegujejo in pikajo jih ose ter obadi, da jim teče po licu kri, ki pada na zemljo in se meša z njihovimi solzami, kar pijejo ogabni črvi:
| Divina commedia: Inferno (del) Poscia ch’io v’ebbi alcun riconosciuto, vidi e conobbi l’ombra di colui che fece per viltade il gran rifiuto. | Božanska komedija: Pekel (del) (3. spev, 20. tercina, 58.–60. vrstica) Potem, ko sem med njimi nekoga spoznal, sem videl in prepoznal senco tistega, ki je iz lenobe napravil veliko zavrnitev. |

Petrarka, ki je bil še vedno blizu dogodkom, je izrazil o tem papežu čisto drugačno mnenje kot papežev sodobnik Dante, ki mu je postal Celestinov naslednik Bonifacij VIII. – pravo Celestinovo nasprotje – ne le politični nasprotnik, ampak tudi osebni sovražnik. V svoji razpravi De vita solitaria (Samotno življenje) Petrarka navdušeno opisuje Celestina in odločno zavrača Dantejevo odklonilno stališče:
»To potezo odpovedi, ki jo je storil samotar in sveti oče Celestin, lahko pripišejo tisti, ki to hočejo, strahopetnemu duhu; različnost značajev pa nam omogoča, da lahko z istimi dokazi izrazimo mnenje, ki ni samo različno, ampak nasprotno. Kar se mene tiče, sem prepričan, da je papeževa odločitev bila koristna tako zanj kot za svet. Resnično, za oba – tako za svet kot zanj – bi moglo biti tisto visoko dostojanstvo polno nevarnosti, tveganj in nemirov. Peter je bil neizkušen v človeških zadevah; on jih je zanemaril zategadelj, ker je preveč premišljeval le Božje zadeve – in tudi zaradi svoje trajne ljubezni do samote. Menim, da je treba smatrati njegovo dejanje kot dejanje najbolj vzvišenega in svobodnega duha, ki ne pozna pretvarjanja. Mislim, da človek ne bi mogel tako ravnati, če ne bi pravilno ocenil človeških zadev in ne bi postavil pod svoje noge ponosne glave sreče.«
Petrarka vsekakor meni, da je bila Celestinova oločitev o odstopu pravilna. O svetniškem papežu Celestinu in njegovem odstopu so pisali kakor sodobniki; tako tudi skozi zgodovino vse do današnjih dni.
Silone  predstavlja Celestina v svoji zgodovinski povesti L'avventura di un povero cristiano kot žrtev takratnih zgodovinskih in cerkvenih razmer, kjer njegov sobrat-menih celestinec opisuje razmere takole: 
“Vsi smo si torej v svesti dejstva, da so cerkveni prvaki razdeljeni, skoraj enako, v dve sovražni stranki; na eni strani je rodbina Colonna, na drugi pa Orsini. Ne zanima jih porazen položaj krščanskega ljudstva, ampak le lastni rodbinski cilji. Ali je možno hujše bogoskrunstvo in bolj odbijajoči prizori? Kardinali pripadajo velikima rimskima družinama, veleposestnikom in bankirjem. Vsakdo on njih je bolestno pogolten za bogastvom ter steguje roke po premoženju Cerkve in Papeške države.” 
Tej oceni ni mogoče oporekati. Silone nam prikaže Petra Murroneja v pripravljenosti, da izkoristi navidezno priložnost in da ugodno vpliva na papeštvo, na preoblikovanje spletk in vicekanclerja kurije v duhovno obnovitveno smer. Ko Celestin nagovarja kardinale in jih spodbuja na potrebo po nravnosti, to povzroči godrnjanje in posmehovanje. Nekdo pripomni: »V tej palači posmehovanje papežu postaja družabna igra.« Ne moremo se oteti vtisa, da pri tem namiguje Silone na pokoncilske razmere, ko so Pavlu VI. – zlasti v zvezi z okrožnoco Humanae vitae (1968) o zaščiti človeškega življenja – oporekale ne le skupine vernikov in teologov, ampak tudi nekateri najvišji cerkveni dostojanstveniki. Tudi Celestin se zaveda, v kakvo močvirje je zabredel. Ni sicer izveden v teologiji, govorništvu, zemljepisu in denarništvu, je pa izveden v evangeljskih čednostih, ki so temu pravo nasprotje; zato vzklikne: “Moj Bog, kaka sprijenost, zvijačnost in hudobnost! Zakaj me nisi pustil v gorah, med mojim ubogim ljudstvom?” 
Silone se tudi pridružuje takratnemu javnemu mnenju, češ da je Celestin umrl nasilne smrti.
Barnes  v žaloigri o Celestinu "Sunsets and Glories"   polaga v Bonifacijeva usta na koncu drame besede: “Kdo me bo rešil tega svetega moža?” – namigujoč na besede, ki jih Anouilh  polaga v usta Henriku II.  glede Tomaža Becketa; on je, sicer posredno, s tem izbruhom jeze zakrivil Tomažev umor, kar je pozneje hudo obžaloval in na papeževo zahtevo delal javno pokoro.
Do tega (domnevnega Celestinovega umora) naj bi privedel prevelik razkorak med (preveč) “nebeškim” Celestinom in  (preveč) »zemeljsko« kurijo in njenim dekanom Caetanijem, katero ob nastopu novi papež premišljeno ogovori takole: 
»Kristus je bil ubog, mi smo bogati; Kristus je bil krotek in ponižen, mi smo visoki in ponosni; Kristus je zapustil posvetno slavo, mi hitimo za njo; Kristus je umival učencem noge, mi dajemo svoje ljudem v poljub; Kristus je prišel služit, mi si damo streči; Kristus nam je pridobil nebesa, mi dajemo zemljo bogatim; Kristus je jahal na oslu, mi pa na tolstih konjih; Kristus je dajal moč, mi jo osvajamo; Kristus je odvezoval, mi vežemo; Kristus je prinesel življenje, mi prinašamo smrt.« 
Schneider v svoji drami Das groβe Verzicht (Velika odpoved) občuduje Celestina v njegovem asketskem življenju in v odpovedi papeštvu; tudi on povzema mnenje, da so ga umorili.
Brown se tudi peča s tem vprašanjem v svoji znanstveno-fantastični knjigi Angeli in demoni, ki je izšla leta 2000; knjiga med drugim vsebuje veliko znanstvenih netočnosti in zgodovinskih neresničnosti, kakor tudi hudih napadov na katoliško Cerkev, kar daje vtis, da »spodrsljaji« niso slučajni.
Sweeneyeva knjiga The Pope who quiet  je končno od vseh umetniških del o »Nebeškem papežu« najnovejša in najbolj nenavadna. Avtor – ugledni poročevalec BBC-ja in pisatelj – je nazorno podal takratno dogajanje in nagibe, ki so botrovali Celestinovi nepričakovani odločitvi. Po temeljitem preučevanju Celestinovega in Frančiškovega življenja ter zgodovine papeštva je Sweeney prestopil iz protestantizma v katolištvo. Najbolj pa je nenavadno, da je napisal svojo knjigo samo malo pred nepričakovanim odstopom Benedikta XVI.; zato so se razširile govorice, da je s svojo knjigo papežev odstop predvidel in napovedal. Sam pa pravi glede tega takole:
Zadnji ponedeljek (11. februarja 2013) sem se zbudil ob novici, ki je vsakogar pretresla, vsaj za prvih nekaj trenutkov. Ob pol enajstih sem sedel v uradih CBS News v Chicagu, ko sva se pogovarjala z vodjom dopisnikov Jay Levinejem o sinočnjih novicah; postavil mi je vprašanje o moji knjigi The Pope Who Quit, ki sem jo objavil pred letom dni in sicer: Kako da sem vedel in kdaj sem zvedel? »Nisem napovedal, da se bo to zgodilo,« sem dejal Jayu, »ampak sem namignil, da bi se moglo. To je bila predhodnica (precedent), bila so pa tudi znamenja.«
V resnici je le en predhoden primer v papeški zgodovini, da bi se kdo prostovoljno in z lastnim soglasjem odpovedal papeški službi. 1294 je kardinalski zbor izvolil papeža Celestina V., ki je vztrajal 15 strašnih tednov, in potem odstopil pred Božičem. Noben papež ni odstopil doslej prostovoljno, in nobeden si ni nadel imena Celestin; ker je morda domneval, da je bilo sramotno storiti kaj takega.
Bili so pa tudi znaki. Najbrž se spominjaš, da je Benediktov predhodnik, neverjetno priljubljeni papež Janez Pavel II., trpel za Parkinsonovo boleznijo med svojim papeževanjem. Ob neki priložnosti je kardinal Angelo Sodano v zvezi s papeževim odstopom dejal: »Moramo zaupati v papeža; on ve, kaj je treba napraviti«; pustil je odprta vrata.
Nato so prišli znaki, da bi se Benedikt XVI. mogel odpovedati in sicer že 2006, ko je na Regensburški univerzi dejal, da je islam v sebi »slab in nečloveški«… Največ od vsega tega pa je Benedikt povezal svoje papeževanje s spominom na edinega papeža, ki se je svobodno upokojil, ko je obiskal Celestinov rojstni kraj L'Aquilo po hudem potresu aprila 2009. Takrat je nepričakovano snel palij, prvenstveni znak njegove škofovske veljave, z ramen in ga položil na grobnico Celestina V.; nikoli ni razložil zmedenim časnikarjem, kaj je s tem mislil.
Ko je torej Benedikt zadnji ponedeljek napovedal svoj odstop, je to napravil skoraj poslovno – kot novico za dva tedna. Jaz tega gotovo nisem napovedal – toda Celestinov zgled je to napovedal. Kakor papež pred 700 leti, tudi ta sedanji hoče zapustiti službo še za življenja. 

## Češčenje in listina
Ljudstvo ga je že za časa njegovega asketskega življenja, posebno pa še po smrti, imelo za svetega moža. 5. maja 1313 ga je v lyonski stolnici razglasil za svetnika Klemen V..

### Celestinov odpustek
Papež Frančišek je 5. julija 2014 obiskal italijansko deželo Molise, kakor tudi škofijo Isernia-Venafro. Ob tej priložnosti je razglasil začetek jubilejnega Celestinovega leta, ki naj zaznamuje osemstoletnico rojstva svetega Petra Moronskega, papeža Celestina V. Ta je skupaj s svetimi mučenci Nikadrom, Mrcijanom in Darijo sozavetnik škofije in mesta Isernia. Papež Frančišek je Isernio obiskal 720 let po izvolitvi Petra za papeža – in odprl Celestinovo leto. Škofljani v tem vidijo velik dar Božje previdnosti; verniki bodo ob tej priložnosti lahko prejeli tudi popolni odpustek. Jubilejno Celestinovo leto bo končano 5. julija 2015.

Obstaja tudi posebno gibanje, ki ima za cilj razširjanje mirovnega Celestinovega sporočila, ki temelji na vesti, upanju, duhu odpuščanja; oblasti ne gleda kot prednost, ampak kot služenje. Na ta način se poraja versko-kulturno-naravni turizem ob Celestinovi poti. Ocenjujejo in ohranjajo resnične vrednote, ki jih je označila svetnikova navzočnost na muzejski način; to pomaga k oživljanju antične krščanske omike, ki je sijala iz Maielle v srednjo Italijo in drugod po svetu.

### BulaInter sanctorum solemnia
| Latinsko besedilo | Italijanski prevod | Slovenski prevod |
| --- | --- | --- |
| »Celestinus episcopus, servus servorum Dei, universis Christi fidelibus presentes litteras inspecturis, salutem et apostolicam benedictionem. Inter santorum solennia sancti Johannis Baptiste memoria eo est solennius honoranda, quo ipse de alve sterilis matris procedens fecundus virtutibus, sacris eulogiis et facundus fons, apostolorum labium et silentium prophetarum, in terris Christi presentiam, caliginantis mundi lucernam, ignorantie obtectis, tenebris, verbi preconio et indicis signo mirifico nuntiavit, propter quod eius gloriosum martyrium mulieris impudice indictum intuitu misteraliter et secutum. Nos qui in ipsius Sancti decollatione capitis in ecclesia sancte Marie de Collemayo Aquilensi, ordinis sancti Benedicti, suscepimus diadematis impositum capiti nostro insigne, hymnis et canticis ac fidelium devotis oraculis cupimus venerabilius honorari. Ut igitur ipsius decollationis festivitas in dicta ecclesia precipuis extollatur honoribus et populi Domini devota frequentia tanto devotius et ferventius honoretur, quanto inibi querentium Dominum supplex postulatio gemmas Ecclesie donis micantes spiritualibus sibi reperiet in eternis tabernaculis profuturas, omnes vere penitentes et confessos qui a vesperis eiusdem festivitatis vigilie usque ad vesperas festivitatem ipsam immediate sequentes ad premissam ecclesiam accesserint annuatim et omnipotentis Dei misericordia et beatorum Petri et Pauli apostolorum eius auctoritate confisi a baptismo absolvimus a culpa et pena quam pro suis merentur commissis omnibus et delictis. Datum Aquile III kalendas octobris, pontificatus nostri anno primo.« | "Celestino vescovo, servo dei servi di Dio, a tutti i fedeli di Cristo che vedranno questa lettera, porge il saluto e l'apostolica benedizione. Tra le feste dei santi tanto più solennemente deve onorarsi la memoria di san Giovanni Battista in quanto egli, nascendo dal grembo di una donna sterile, fecondo di virtù, di santi doni, fonte feconda della parola degli apostoli e silenzio dei presenti, annunciò con pubblici discorsi e col segno meraviglioso del suo indice la presenza di Cristo in terra, luce del mondo immerso nelle tenebre dell'ignoranza, per la qual cosa seguì misteriosamente il suo glorioso martirio, imposto dalla visione della donna impudica. Noi, che nel giorno della Decollazione di cotesto santo, nella chiesa aquilana di Santa Maria di Collemaggio dell'ordine di san Benedetto, ricevemmo l'insegna del diadema impostoci sul capo, desideriamo che questa chiesa sia ancora più onorata e venerata con inni e canti e con le preghiere devote dei fedeli. Perciò, affinché in questa, stessa chiesa la festa della Decollazione del Battista sia elevata di onori speciali con la devota frequenza del popolo del Signore e tanto più devotamente e assiduamente sia onorata, quanto più la semplice invocazione di coloro che si rivolgono al Signore lì trovi i gioielli della Chiesa risplendenti di doni spirituali che giovino a essi nei tabernacoli della vita eterna, tutti coloro che saranno veramente pentiti dei peccati confessati e che dai vespri della vigilia della festa fino ai' vespri immediatamente seguenti la festa stessa ogni anno entreranno nella predetta chiesa, assolviamo da ogni colpa e pena che meriterebbero per i loro delitti e per tutto quel che commisero a partire dal battesimo, per la misericordia di Dio onnipotente, e confidando nell'autorità dei santi Pietro e Paolo, suoi apostoli. Dato all'Aquila, il 29 settembre del primo anno del nostro pontificato" | »Škof Celestin, služabnik Božjih služabnikov, vsem Kristusovim vernikom, ki bodo videli to pismo, izroča pozdrav in apostolski blagoslov. Med prazniki svetnikov je treba najbolj slovesno častiti spomin svetega Janeza Krstnika; on je bil namreč rojen iz telesa nerodovitne matere, rodoviten v čednostih, svetih darovih, plodovit vir apostolske besede in molčanja navzočih, je oznanjal z javnimi nagovori in s čudovitim znamenjem svojega zgleda Kristusovo navzočnost na zemlji – luč sveta, pogreznjena v teme neznanja, zaradi česar je sledil skrivnostno svojemu slavnemu mučeništvu, ki mu ga je nastavila nesramna ženska. Mi, ki smo na dan obglavljenja omenjenega svetnika v akvilanski cerkvi Santa Maria di Collemaggio benediktinskega reda, sprejeli na svojo glavo znamenje krone, želimo, da bi bila ta cerkev še bolj počaščena in češčena s himnami in pesmimi ter pobožnimi molitvami vernikov. Zato, da bi v tej, isti cerkvi, bil praznik Obglavljenja Janeza Krstnika povzdignjen s posebnimi častmi in s pobožnim obiskom Gospodovega ljudstva in da bi jo toliko bolj pobožno in vztrajno obhajali, kolikor bolj bi preprosto priporočanje tistim, ki nas zagovarjajo pri Gospodu, našlo tam bisere Cerkve, ki odsevajo duhovne darove, ki jih uživamo skrite v tabernakljih večnega življenja praznovati, vse tiste, ki se bodo resnično kesali svojih grehov in se jih spovedali, in ki bodo od večernic pred praznikom vse do večernic tega istega praznika vsako leto vstopili v omenjeno cerkev, odvežemo od vsake krivde in kazni, ki bi si jo zaslužili zaradi svojih prestopkov in za vse, kar so storili začenši s krstom, po usmiljenju vsemogočnega Boga zaupajoč v veljavo njegovih svetih apostolov Petra in Pavla. Dano v Akvili, 29. septembra prvega leta našega vladanja. |

Papež Celestin je delil privilegije in pravice z odprto roko; tako je tudi cerkev S. Maria di Collemaggio prejela nenavaden privilegij z omenjeno listino, ki je bil vsakoleten. Bila je sicer navada, da so papeži podelili ob obletnici svojega kronanja odpustek, ki je vseboval popolno odpuščanje krivd in kazni po kesanju in spovedi. Ta privilegij in vse druge je preklical Bonifacij VIII., kar pa je povzročilo vrsto tovrstnih ponaredkov. Bonifacij je uničil vse, kar je njegov prednik napravil – bulo so zato v Akvili toliko bolj skrbno čuvali in jo tudi ohranili do današnjega časa. Kljub temu se je nedvomno navdihoval pri svojem predniku, ko je uvedel odpustek za jubilejno leto 1300.